# Modrová
Modrová (in ungherese Nagymodró) è un comune della Slovacchia facente parte del distretto di Nové Mesto nad Váhom, nella regione di Trenčín.